# Karel Pinxten (politicus)
Karel Alfons Hugo Arnold Maria Pinxten (Overpelt, 19 juli 1952) is een Belgische voormalig politicus. Hij was minister (1994-1999), burgemeester van Overpelt (1983-2006) en lid van de Europese Rekenkamer (2006-2018).

## Levensloop

### Studies en beginjaren
Karel Pinxten volgde eerst een kandidatuur in de rechten in Antwerpen en studeerde vervolgens economische wetenschappen aan de Katholieke Universiteit Leuven, waar zijn oom, kanunnik Karel Pinxten, tot in de jaren 1950 hoogleraar in de economie was geweest. Hij studeerde ook met een beurs van de British Council aan Universiteit van Cambridge in het Verenigd Koninkrijk. 
Van 1977 tot 1978 was Pinxten onderzoeksassistent publieke financiën aan het Centrum voor Economische Studies van de Katholieke Universiteit Leuven. In 1978 voltooide hij een studiereis van zes maanden in Japan als winnaar van de Prijs van de Belgische Minister van Buitenlandse Handel. Van 1980 tot 1994 was hij auditeur bij het Rekenhof, van waaruit hij gedetacheerd werd naar verschillende ministeriële kabinetten. Van 1984 tot 1985 was hij kabinetsadviseur van premier Wilfried Martens en van 1985 tot 1989 kabinetsadviseur van ministers van Financiën Mark Eyskens en Philippe Maystadt.

### Politiek
Pinxten was jarenlang lid van de Christelijke Volkspartij (CVP), maar onder invloed van voormalig CVP-voorzitter Johan Van Hecke kwam hij in 2002 via de Nieuwe Christen-Democraten (NCD) uiteindelijk terecht bij de Vlaamse Liberalen en Democraten (VLD).
In januari 1983 werd hij op 30-jarige leeftijd burgemeester van Overpelt, wat hij bleef tot in 2006. In het begin van zijn burgemeesterschap was hij de jongste burgemeester van Vlaanderen. Bij de gemeenteraadsverkiezingen enkele maanden eerder had hij het tweede hoogste aantal stemmen behaald.
Gauw werd duidelijk dat de stemmentrekker de ambitie had om zich in de landelijke politiek te storten. Van 1989 tot 1991 was hij lid van het Europees Parlement, waar hij lid was van de commissies economische en monetaire zaken en industriebeleid, en daarna zetelde hij van 1991 tot 2006, met een onderbreking van 1995 tot 1999, in de Kamer van volksvertegenwoordigers. Van 1992 tot 1994 was hij er lid van de commissies Financiën en Herziening van de Grondwet, van 1999 tot 2001 zetelde hij in de commissies Buitenlandse Betrekkingen en Financiën en Begroting en van 2003 tot 2004 was hij lid en van 2004 tot 2006 voorzitter van de commissie Buitenlandse Betrekkingen.
In de periode januari 1992-mei 1995 had hij als gevolg van het toen bestaande dubbelmandaat ook zitting in de Vlaamse Raad, de voorloper van het huidige Vlaams Parlement. Hier zetelde hij in de commissie Financiën en Begroting.
In december 1994 volgde Pinxten zijn partijgenoot Leo Delcroix op als minister van Defensie in de regering-Dehaene I, wat hij bleef tot in juni 1995. Vervolgens was hij van juni 1995 tot mei 1999 minister van Landbouw en KMO's in de regering-Dehaene II.

### Ondergang
Pinxten diende in het voorjaar van 1999 onder druk van premier Jean-Luc Dehaene ontslag te nemen als minister van Landbouw en KMO's na het uitbreken van de dioxinecrisis rond vetsmelterij Verkest. Er werd hem verweten te laat en onvoldoende kordaat te zijn opgetreden. Achteraf werd zijn naam gezuiverd door de zogenaamde dioxinecommissie. De crisis leidde tot de oprichting van het Federaal Voedselagentschap.
Midden jaren 1990 was hij al eens nationaal in opspraak gekomen omdat zijn villa niet volgens de fiscale regels zou zijn opgetrokken. Net zoals bij partijgenoot Leo Delcroix zouden plaatselijke vaklui in het zwart hebben gewerkt. De ambtenaar die de zaak aan de pers lekte, werd zijn functie ontnomen. Later bleek uit een grondig onderzoek van het fiscaal dossier van Pinxten en zijn echtgenote dat alle fiscale regels bij de bouw van de villa door het echtpaar strikt werden nageleefd. Het was de bewuste ambtenaar blijkbaar ontgaan dat Pinxtens echtgenote als accountant een zelfstandige activiteit uitoefende waardoor ze als medecontractant reeds voorafbetalingen aan btw had gedaan.
Na de dioxinecrisis en de overstap naar de VLD bereikte Pinxten nooit meer de grote populariteit die hij eerder genoot. Op provinciaal niveau kreeg hij concurrentie van stemmentrekkers als onder andere Steve Stevaert. Binnen de CVP gold hij als standenloos, waardoor hij niet echt tot een fractie binnen de partij hoorde. Met een CVP die voor het eerst in decennia niet in de regering zat, kwam Pinxten stilaan in een geïsoleerde positie terecht.

### Terugkeer naar lokale politiek en Europese Rekenkamer
Samen met de landelijke overstap naar NCD en VLD verliet Pinxten in Overpelt zijn gemeentelijke CVP-fractie ten voordele van een voor de gelegenheid opgerichte lokale christelijke fractie (OCD) om ten slotte de lokale VLD-fractie te vervoegen, die in Overpelt van 2000-2006 op de oppositiebanken zat.
Als burgemeester van Overpelt droeg Karel Pinxten in 2005 bij tot de bouw van het Mariaziekenhuis en een nieuwe wijk achter het oude centrum van de gemeente. Hij slaagde er eveneens in om vele investeringen en duizenden arbeidsplaatsen naar het Industriepark van Overpelt te halen. In het voorjaar van 2006 nam hij ontslag uit al zijn politieke functies, omdat die onverenigbaar bleken met zijn mandaat als lid van de Europese Rekenkamer, waartoe de regering-Verhofstadt II hem had voorgedragen. Op voordracht van de regering-Leterme II werd hij in 2011 voorgedragen voor een nieuw mandaat bij de Europese Rekenkamer, dat ten einde liep in april 2018.

### Fraudeonderzoek
In oktober 2017 was Pinxten kandidaat voor een derde termijn bij de Europese Rekenkamer, maar omdat er een onderzoek tegen hem liep bij het Europees bureau voor fraudebestrijding (OLAF) werd zijn kandidatuur door de commissie Begrotingscontrole van het Europees Parlement niet goedgekeurd.
In juli 2018 werd het onderzoek afgerond en beschuldigde het OLAF Pinxten ervan 500.000 euro aan financiële middelen misbruikt te hebben. Zo zou Pinxten privéluxereizen naar Cuba, jachtuitstapjes naar Frankrijk en bezoeken aan een Bourgondische wijngaard allemaal ingediend hebben als dienstuitgaven. Het OLAF maakte zijn rapport over aan de Europese Rekenkamer en de Luxemburgse gerechtelijke autoriteiten. Begin 2019 stapte de Europese Rekenkamer naar het Europees Hof van Justitie om uiteindelijk 150.000 euro terug te eisen die Pinxten onrechtmatig zou hebben uitgegeven. De advocaat-generaal van dat Hof achtte het bewezen dat Pinxten zijn verplichtingen als adviseur van het Europees Rekenhof niet was nagekomen. In een reactie op de beschuldiging vroeg Karel Pinxten 50.000 euro als morele schadevergoeding omdat hij zich onheus behandeld voelde door de Europese Rekenkamer.
In maart 2021 maakte Open Vld-voorzitter Egbert Lachaert bekend dat Pinxtens lidmaatschap van de partij naar aanleiding van dit onderzoek in onderling overleg was beëindigd.
In september 2021 achtte het Europees Hof van Justitie het bewezen dat Karel Pinxten zich als lid van de Europese Rekenkamer tussen 2006 en 2018 verrijkte op kosten van zijn werkgever en zich schuldig heeft gemaakt aan deontologische inbreuken. Het Europees Hof van Justitie besliste dat Pinxten twee derden van zijn Europese pensioenrechten verloor.
Karel Pinxten betaalde 150.000 euro terug maar ging tegelijk in beroep en eiste een schadevergoeding. In september 2024 sprak het Hof van Justitie zich uit: hij kreeg 20.000 euro terug maar geen schadevergoeding daarbovenop.

### Overige functies
Van 2001 tot 2006 was Pinxten bestuurder van Tessenderlo Chemie. Tevens was hij van 1983 tot 1994 en van 1999 tot 2002 voorzitter van het intercommunaal industriepark Noord-Limburg - Nolimpark. 

## Eerbetoon
- In januari 2007 werd hij ereburgemeester van Overpelt.[15]
- Op 16 juli 2015 werd hij voorgedragen voor erfelijke adel met de persoonlijke titel van baron.[16]

- Gemeinsame Normdatei: 1140525662
- Virtual International Authority File: 29901470